# Sveučilište u Alabami
Sveučilište u Alabami (engl. University of Alabama) javno je sveučilište američke savezne države Alabame. Osnovano je 1831. godine. Sa svojih 32.000 studenata, sveučilište Alabame je najveće Alabame. Kao jedno od prvih javnih sveučilišta osnovano je početkom 19. stoljeća na jugozapadnim granicama SAD-a. 

## Bivši studenti
- Jimmy Wales
- Harper Lee
- Antonio McDyess
- Gerald Wallace
- Robert Horry
- Jim Nabors
- Sela Ward

## Vanjske poveznice
- Official UA website